# Teodor Salparov
Teodor Salparov (Теодор Салпаров) est un joueur bulgare de volley-ball, né le 16 août 1982 à Gabrovo (Bulgarie). Il mesure 1,85 m et joue libero. Il totalise 78 sélections en équipe de Bulgarie.

## Clubs
| Club                 | Pays     | De        | À         |
| -------------------- | -------- | --------- | --------- |
| CSKA Sofia           | Bulgarie | …         | 2003-2004 |
| Luch Moscou          | Russie   | 2004-2005 | 2004-2005 |
| ZSK-Gazprom Sourgout | Russie   | 2005-2006 | 2005-2006 |
| Dynamo Moscou        | Russie   | 2006-2007 | 2009-2010 |
| CSKA Sofia           | Bulgarie | 2010-2011 | 2011-2012 |
| Galatasaray          | Turquie  | 2012-2013 | 2012-2013 |
| ASUL Lyon            | France   | 2013-2014 | ...       |

## Palmarès
- Championnat de Russie
  - Finaliste : 2007

- Coupe de Russie (1)
  - Vainqueur : 2007